# Ozimops
Ozimops – rodzaj ssaków z podrodziny molosów (Molossinae) w obrębie rodziny molosowatych (Molossidae).

## Rozmieszczenie geograficzne
Rodzaj obejmuje gatunki występujące w Australii, na Nowej Gwinei, Molukach i w Archipelagu Bismarcka.

## Morfologia
Długość ciała (bez ogona) 45–68 mm, długość ogona 25–38 mm, długość ucha 8–18 mm, długość tylnej stopy 5,3–10 mm, długość przedramienia 30–55 mm; masa ciała 5–19 g.

## Systematyka
Rodzaj zdefiniował w 2014 roku zespół australijskich zoologów w artykule zatytułowanym Molekularne i morfologiczne badania granic gatunkowych i relacji filogenetycznych u australijskich nietoperzy Mormopterus (Chiroptera: Molossidae), opublikowanym w czasopiśmie „Australian Journal of Zoology”. Gatunkiem typowym jest (oryginalne oznaczenie) goblinek płaskogłowy (O. planiceps). 

### Etymologia
Ozimops: Ozi – kolokwializm oznaczający Australię; rodzaj Mops Lesson, 1842 (mops).

### Podział systematyczny
Do rodzaju należą następujące gatunki:
| Grafika | Gatunek              | Autor i rok opisu                         | Nazwa zwyczajowa     | Podgatunki         | Rozmieszczenie geograficzne | Podstawowe wymiary                                        | Status IUCN |
| ------- | -------------------- | ----------------------------------------- | -------------------- | ------------------ | --- | --------------------------------------------------------- | ----------- |
|         | Ozimops halli        | (Reardon, N.L. McKenzie & M. Adams, 2014) |                      | gatunek monotypowy | endemit Australii: znany z 3 lokalizacji na półwyspie Jork (Queensland) | DC: 4,7–5,8 cm DO: 2,5–3,6 cm DP: 3,1–3,5 cm MC: 6–9 g    | DD {        |
|         | Ozimops beccarii     | (W.C.H. Peters, 1866)                     | goblinek zmienny     | 2 podgatunki       | północne i środkowe Moluki, Nowa Gwinea (wraz wyspami Kairiru, Kadovar, Mussau, Nowa Brytania i Fergussona); zakres wysokości: 0–300 m n.p.m.                                                     | DC: 5,4–6,6 cm DO: 2,7–3,8 cm DP: 3,3–3,6 cm MC: 13–17 g  | LC          |
|         | Ozimops cobourgianus | (D.H. Johnson, 1959)                      |                      | gatunek monotypowy | endemit Australii: przybrzeżna Australia Zachodnia (Exmouth na wschód do Broome) i Terytorium Północne do granicy z Queenslandem (wraz z Wyspą Melville’a)                                        | DC: 4,5–5,5 cm DO: 2,8–3,4 cm DP: 3,2–3,5 cm MC: 6–10,5 g | LC          |
|         | Ozimops loriae       | (O. Thomas, 1897)                         | goblinek mały        | gatunek monotypowy | endemit Papui-Nowej Gwinei: kilka stanowisk na południowo-wschodnim wybrzeżu (w i wokół Dystryktu Stołecznego i Prowincji Centralnej); zakres wysokości: 0–100 m n.p.m.                           | DC: 4,8–5 cm DO: około 2,7 cm DP: 3,2–3,4 cm MC: 6–13 g   | DD          |
|         | Ozimops kitcheneri   | (N.L. McKenzie, Reardon & M. Adams, 2014) |                      | gatunek monotypowy | endemit Australii: południowa Australia Zachodnia | DC: 5,5–6 cm DO: 2,8–3,6 cm DP: 3,3–3,5 cm MC: 8–10,5 g   | LC          |
|         | Ozimops planiceps    | (W. Peters, 1866)                         | goblinek płaskogłowy | gatunek monotypowy | endemit Australii: zachodnie zbocza Wielkich Gór Wododziałowych (Nowa Południowa Walia) przez Wiktorię do południowej Australii Południowej (do Gór Flindersa i Gawler Ranges) oraz Wyspa Kangura | DC: 5–5,6 cm DO: 2,7–3,5 cm DP: 3,2–3,6 cm MC: 6,5–12 g   | LC          |
|         | Ozimops lumsdenae    | (N.L. McKenzie, Reardon & M. Adams, 2014) |                      | gatunek monotypowy | endemit Australii: północne wybrzeże (w głąb lądu nie więcej niż około 600 km) od Australii Zachodniej (region Pilbara) na wschód do Queenslandu i północno-wschodniej Nowej Południowej Walii    | DC: 5,9–6,8 cm DO: 3,3–3,8 cm DP: 3,5–4,1 cm MC: 11–19 g  | LC          |
|         | Ozimops petersi      | (Leche, 1844)                             |                      | gatunek monotypowy | endemit Australii: suche obszary w głębi lądu na południe od Zwrotnika Koziorożca | DC: 4,5–5,7 cm DO: 3–3,5 cm DP: 3,2–3,8 cm MC: 7–12 g     | LC          |
|         | Ozimops ridei        | (Felten, 1964)                            |                      | gatunek monotypowy | endemit Australii: od Queenslandu (przylądek Melville, na północ do Cooktown) na południe do południowej Wiktorii, daleko w głąb lądu wzdłuż dorzecza rzeki Murray do Australii Południowej       | DC: 5–6 cm DO: 2,8–3,4 cm DP: 3–3,5 cm MC: 5–11 g         | LC          |

Kategorie IUCN:  LC  – gatunek najmniejszej troski,  DD  – gatunki o nieokreślonym stopniu zagrożenia.